# Jurnalul fericirii
Jurnalul fericirii este o carte de memorii și eseuri a scriitorului, criticului literar și eseistului român Nicolae Steinhardt. Cartea evocă detenția politică a acestuia, între anii 1960-1964, și a fost publicată în anul 1991.

## Scriere și publicare
Jurnalul fericirii are el însuși o biografie zbuciumată. În regimul comunist a fost interzisă, deoarece conținea dezvăluiri incomode despre o perioadă de teroare  pe care puterea ar fi vrut s-o șteargă din memoria colectivă. Prima versiune a Jurnalului fericirii a fost încheiată la începutul anilor 1970. Această ediție, exemplar dactilografiat de 550 de pagini, a fost confiscată în data de 14 decembrie 1972 de Securitate și returnată scriitorului în 1975 la intervenția Uniunii Scriitorilor. Nicolae Steinhardt a redactat o a doua variantă de aproximativ 760 de pagini. Există, de asemenea, o a treia variantă, prescurtată, care a fost scoasă clandestin din țară și difuzată pe postul de radio„Europa liberă” (1988-1989). Conștient că această carte se putea să nu fie publicată în timpul vieții sale, a dat în păstrare exemplare lui Virgil Ciomoș și în străinătate Monicăi Lovinescu și lui Virgil Ierunca.

## Rezumat
Cartea începe cu un testament politic al lui Nicolae Steinhardt, semnat cu pseudonim Nicolae Niculescu, cu trei soluții propuse pentru ieșirea din universul concentraționar. Prima soluție, inspirată de Soljenițîn, este cea a sfidării morții prin acceptare deplină, soluția a doua, inspirată de Alexander Zinoviev, implică libertatea adusă de nebunie și a treia soluție este inspirată de Winston Churchill și de Vladimir Bukovski și e legată de sfidarea morții prin luptă.p.(6-8)  p.246

## Teme fundamentale
Cartea lui Steindhart abordează teme profunde, precum: lipsiriea de libertate, iertarea, adevărul, destinul, reconfigurarea identității prin devenirea creștinăp.207, redescoperirea libertății.
Cu cât această carte a fost mai mult îndepărtată de ochiul curios și întrebător al publicului cititor, cu atât era mai căutată, căci tot ce este interzis ascunde o întrebare și o curiozitate. Prin nota de autenticitate pe care o aduce în lumea literară trezește curiozitatea de a fi citită. Drama  prin care trece autorul, realismul celor întâmplate, destinul multora care au supraviețuit anilor grei ai comunismului, fac ca lectura acestei cărți să fie parte din trăirea celor care au fost întemnițați, dar și a celor care au trăit în libertate. Critica literară discută despre încadrarea stilistică a Jurnalului între memorialistica de detenție din România și literatură, posibil roman fără ficțiune (Ion Manolescu) p.214
Lectura îndeamnă cititorul la un fel de identificare cu trăirea personajului. Faptele expuse în carte au scopul de a-l determina pe cititor să refacă experiența autorului. 
Lumea Jurnalului fericirii este lumea unei fericite întâlniri cu Hristos. A ține minte înseamnă a nu te înstrăina și aceasta înseamnă pentru autor a-l avea în minte mereu pe Hristos.

## Ediții
Prima ediție a fost publicată în 1991 de Editura Dacia din Cluj-Napoca la doi ani după moartea autorului sub îngrijirea lui Virgil Ciomoș și este urmată de 7 reeditări în anii 1992, 1994, 1995, 1997, 1999, 2001, 2002.
- Nicolae Steinhardt; Jurnalul fericirii; ed. îngrijită și postfață de Virgil Ciomoș. Cluj-Napoca: Dacia, 1991
- Nicolae Steinhardt; Jurnalul fericirii; ed. îngrijită și note de Virgil Ciomoș; postfață și repere bio-bibliografice de Virgil Bulat.  Cluj-Napoca: Dacia, 1994
- Nicolae Steinhardt; Jurnalul fericirii; ed. îngrijită, postfață și note de Virgil Ciomoș. Ed. a 8-a. Cluj-Napoca: Dacia, 2002
- Nicolae Steinhardt; Jurnalul fericirii; argument de P.S. Justin Hodea Sigheteanul; ed. îngrijită, studiu introductiv, repere bibliografice și indice de Virgil Bulat; note de Virgil Bulat și Virgil Ciomoș; cu „Un dosar al memoriei arestate” de George Ardeleanu. Iași: Polirom; Mănăstirea Rohia, 2008
- Nicolae Steinhardt; Jurnalul fericirii: manuscrisul de la Rohia; ed. îngrijită, note, indice de George Ardeleanu. Iași: Polirom, 2012

Jurnalul Fericirii a fost tradus și publicat în franceză, italiană, ebraică, neogreacă, maghiară și spaniolă.
- Journal de la félicité, Traduit du roumain et annoté par Marily le Nir, Preface d’Olivier Clement, ARCANTÈRE Éditions / Éditions UNESCO, Paris, 1995;
- Diario della felicità, Traduzione di Gabriela Bertini Carageani. Edizione italiana a cura di Gheorghe Carageani, Il Muliono, Bologna, 1995;
- Jurnalul fericirii, traducere în limba ebraică de Yotam Reuveny, 2006;
- Jurnalul fericirii, traducere în limba neogreacă de Nectarios Koukobinos, Editura Maistros, 2007;
- Napló a boldogságról, Fordídota Dankuly Csaba, Dabkuly Levente, Koinonia, Kolozsvar, 2007;
- El diario de la felicidad, Traducción y edición de Viorica Pâtea, con Francesco Sáncez Miret y George Ardeleanu, Ediciones Sigúeme, Salamanca, 2007.

## Recenzii
- Jurnalul Fericirii de Nicolae Steinhardt – recenzie de carte de Grațian Lascu
- Cuvinte pentru suflet din „Jurnalul fericirii” de Irina Bazon
- Jurnalul Fericirii. O rememorare la 30 de ani de la apariție (partea întâi) de Voicu Bojan
- Identitate memorie și ficșiune în literatura concentrationară Steinhardt Jurnalul fericirii de Prof. Boza Mirela-Ionela
- Lansarea traducerii în italiană la Milano
- Amator de critică: despre „Steinhardt. Bughi mambo rag”, de Lavinia Bălulescu de Gelu Diaconu
- Varianta inedită a Jurnalului fericirii: Manuscrisul de la Rohia, Hotnews

## Legături externe
- Jurnalul fericirii Arhivat în 23 noiembrie 2020, la Wayback Machine. în format .pdf pe web site-ul Muzeului George Enescu
- Sfaturi date de părintele Nicolae Steinhardt pe You Tube
- Jurnalul fericirii pe web site-ul Good Reads
- Jurnalul fericirii pe websitul Cărturești